# Gynacantha kirbyi
Gynacantha kirbyi är en trollsländeart som beskrevs av Krüger 1899. Gynacantha kirbyi ingår i släktet Gynacantha och familjen mosaiktrollsländor. Inga underarter finns listade i Catalogue of Life.

## Bildgalleri

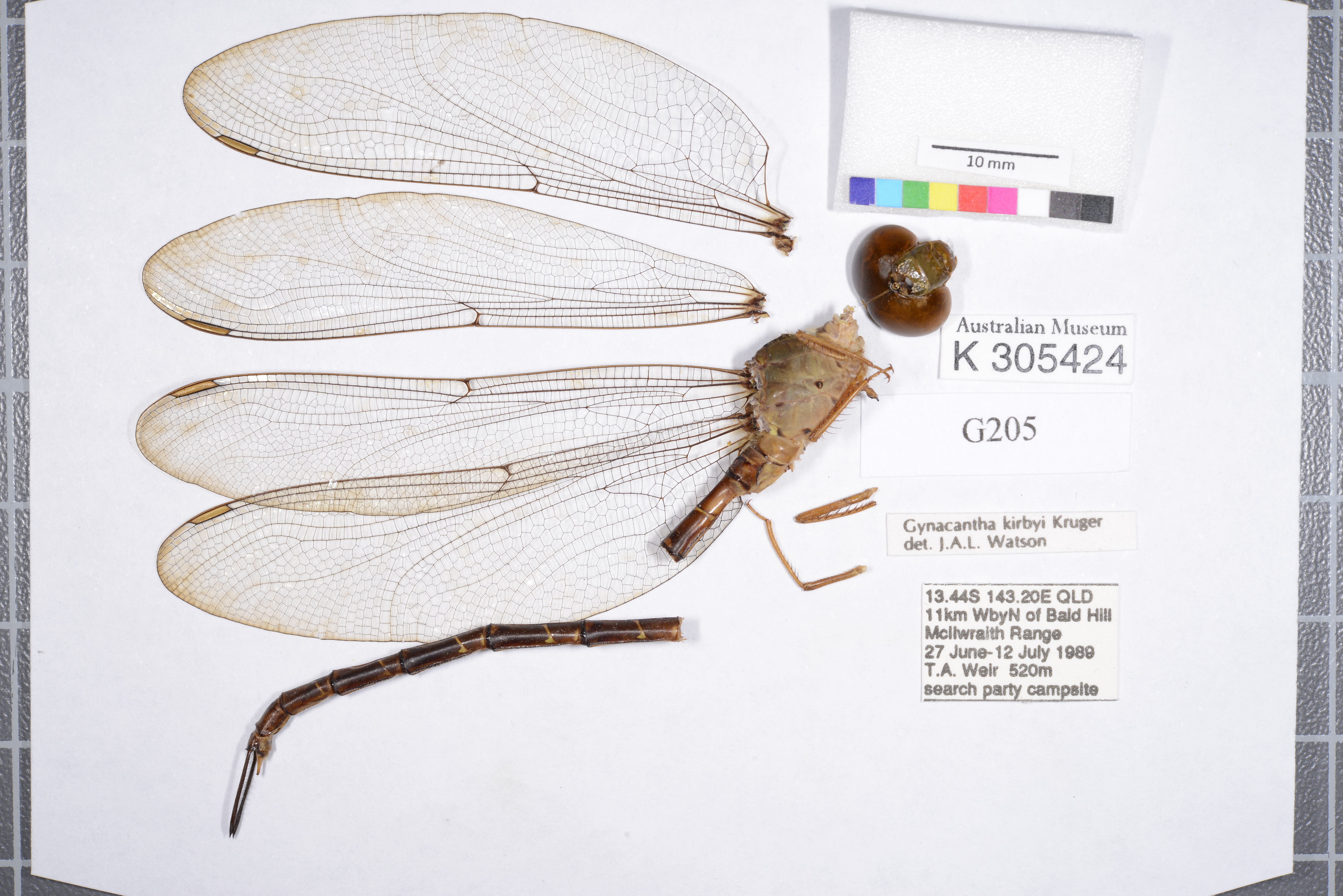